# Foresta di Bernwood

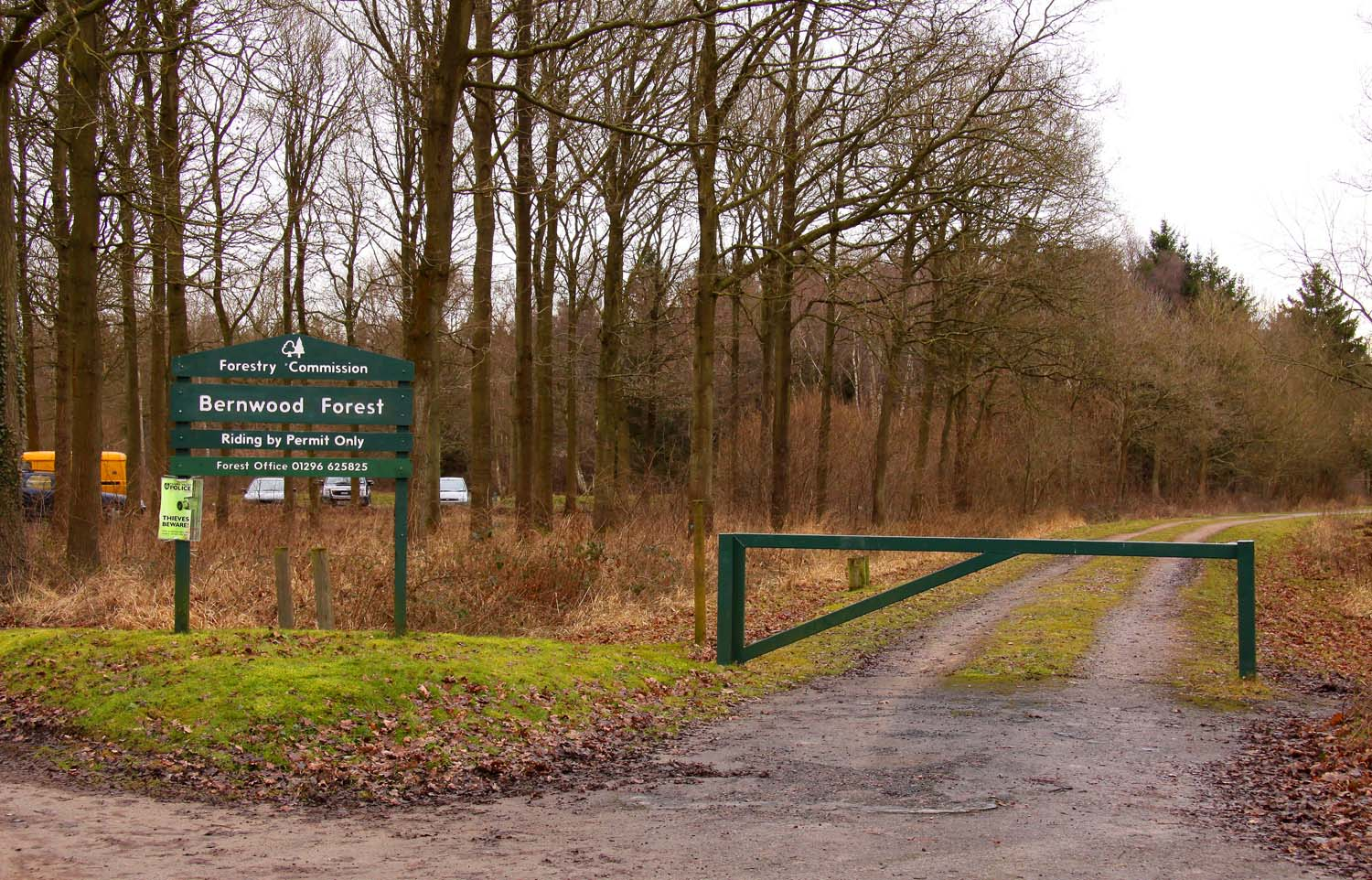
Ingresso alla foresta di Bernwood

La foresta di Bernwood era una delle numerose foreste dell'antico regno d'Inghilterra ed era una "foresta reale" di caccia. Si pensa che sia stata riservata come terra reale di caccia quando i re anglosassoni costruirono un palazzo a Brill e una chiesa a Oakley, nel X secolo. Era un luogo particolarmente apprezzato da Edoardo il Confessore, nato nella vicina Islip.

## Storia
Enrico II d'Inghilterra, che regnò dal 1154 al 1189, elaborò una mappa della foresta come era in quel tempo, che è uno strumento inestimabile per aiutare a definire i suoi antichi confini; tuttavia, il suo scopo nella stesura della mappa era quello di dividere la foresta tra i suoi nobili. Dal 1217 fino al XVII secolo la foresta attraversò un periodo di graduale deforestazione. Nel XVI secolo venne redatta un'altra mappa della foresta, che nel frattempo si era notevolmente ridotta. Anche in questo caso, la mappa fu redatta sotto l'egida della Corona come verifica di quali entrate si potessero ricavare dalla vendita della foresta. Durante il regno di Giacomo I (1603-1625), la foresta aveva perso il suo status reale ed era completamente scomparsa.
Oggi il nome si riferisce alle zone del Buckinghamshire e dell'Oxfordshire dove la foresta si trovava ai tempi di Enrico II, coprendo 400 km². I confini approssimativi dell'area si trovano oggi tra i corsi d'acqua Great Ouse, Padbury Brook, Claydon Brook e Thame.
L'odierna e piccola foresta di Bernwood nel Buckinghamshire è di circa 1 km² ed è contigua a Hell Coppice, York's Wood, Oakley Wood e Shabbington Wood. Con essi costituisce un "Site of Special Scientific Interest" (SSSI) chiamato Shabbington Woods Complex che supporta una grande varietà di fauna selvatica ed è uno dei più importanti siti di farfalle del Regno Unito. In origine la Forestry Commission, i suoi proprietari, avevano un approccio più commerciale. Per piantare popolamenti di pini, l'area è stata irrorata di pesticidi fino alla fine degli anni '60: prima DDT per controllare l'Hylobius abietis, poi l'acido 2,4,5-triclorofenossiacetico per eliminare le piante a foglia larga (compresi gli alberelli di quercia).
Resti della foresta di Bernwood, che sono siti di speciale interesse scientifico, si trovano a Holly Wood, Holton Wood, Stanton Great Wood e Waterperry Wood, tutti nell'Oxfordshire, ed a Ham Home-cum-Hamgreen Woods, nel Buckinghamshire. Un altro resto nel Buckinghamshire è Rushbeds Wood, un SSSI gestito dal "Berkshire, Buckinghamshire and Oxfordshire Wildlife Trust".